# Paul Robert (Karikaturist)

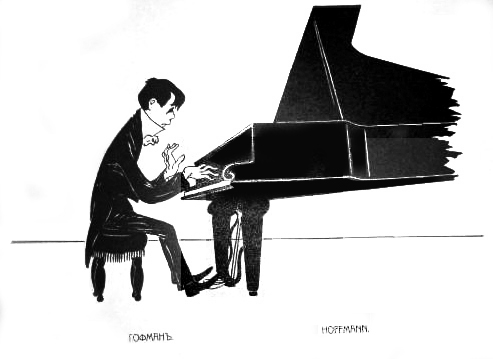
Józef Hofmann

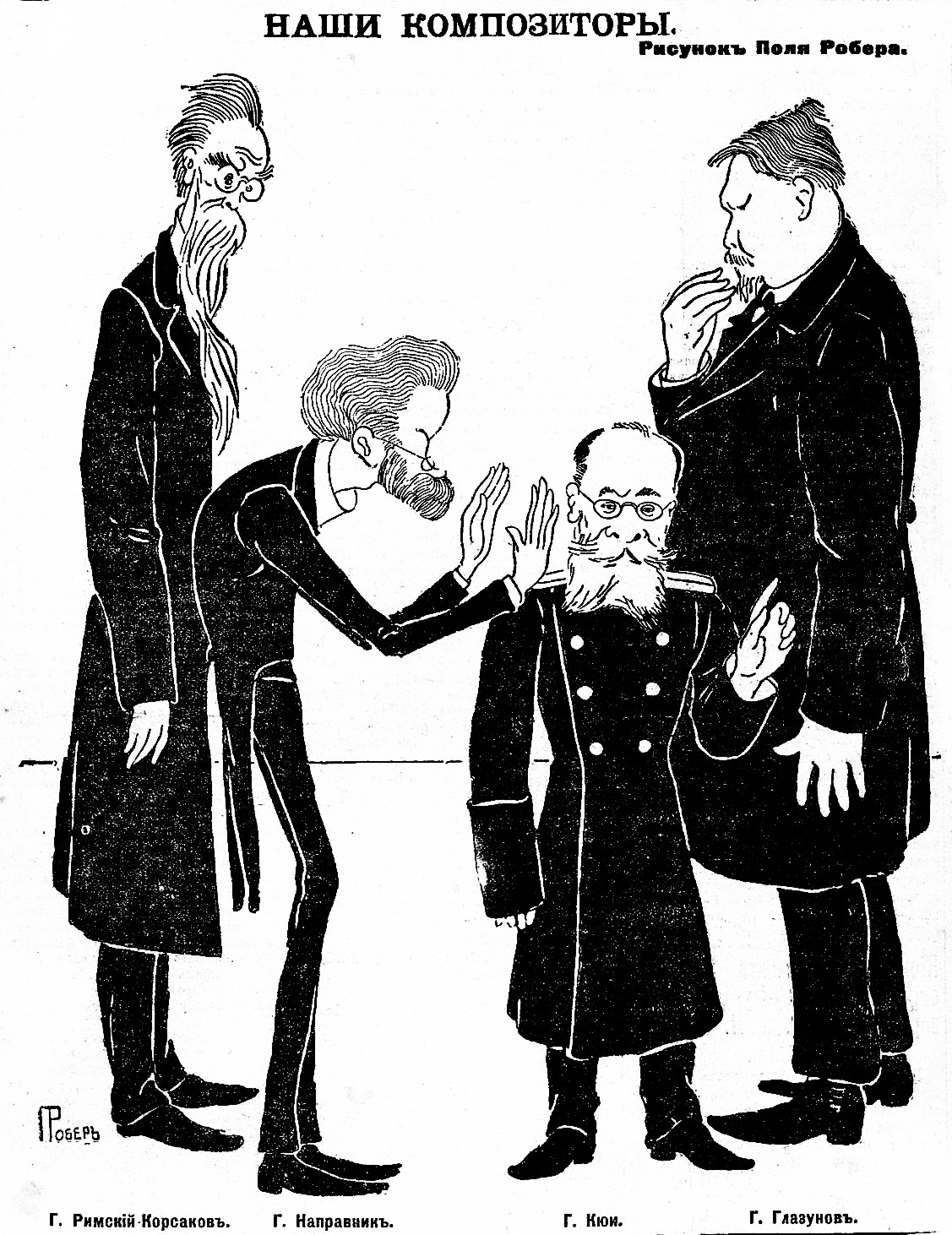
Russische Komponisten

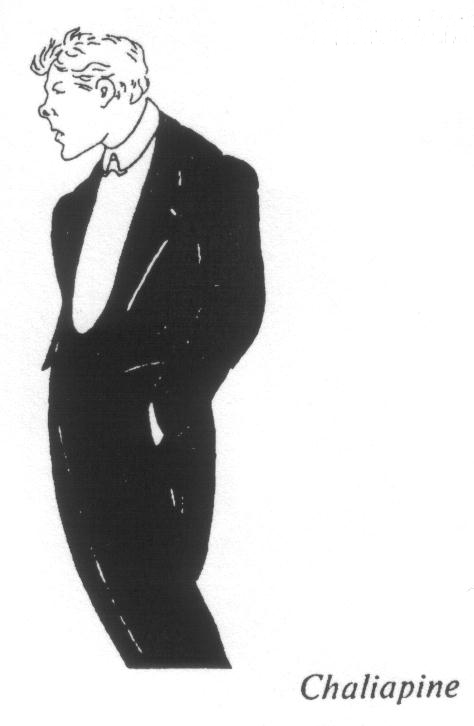
Fjodor Iwanowitsch Schaljapin

Paul Robert (russisch Поль Робер, * 1867 in Fribourg; † 1934 ebenda) war ein Schweizer Schauspieler und Karikaturist, der von 1885 bis 1918 in St. Petersburg lebte und arbeitete.
Nach dem Tod seines Vaters kam er 1885 im Alter von 18 Jahren nach St. Petersburg. Er war dort als Lebensmittelhändler und Heimlehrer für Französisch tätig. Nebenbei beschäftigte er sich als Autodidakt mit der Malerei.
Bald schloss er sich einem Ensemble französischer Schauspieler an und trat auf der Bühne des Kaiserlichen Michailowski-Theaters auf. Er verbrachte die Theaterferien in Paris, wo er die Académie Julian besuchte. Er nahm an Ausstellungen der St. Petersburger Künstlergesellschaft teil. Die Gemälde wurden zum Verkauf angeboten, mehrere Werke wurden von Kaiserin Maria Fjodorovna für ihre persönliche Sammlung erworben.
Robert wurde Mitarbeiter der St. Petersburger illustrierten Zeitschriften – der satirischen Zeitschrift „Schut“ (1897–1901) und der Peterburgskaja gaseta (1902–1917), wo er Karikaturen der Petersburger Elite veröffentlichte, u. a. der Tänzerinnen Anna Pawlowna Pawlowa und Olga Iossifowna Preobraschenskaja, des Sängers Fjodor Iwanowitsch Schaljapin, des Regisseurs Wsewolod Emiljewitsch Meyerhold, der Komponisten Nikolai Andrejewitsch Rimski-Korsakow, Alexander Konstantinowitsch Glasunow und César Cui, der Maler Ilja Jefimowitsch Repin und Konstantin Jegorowitsch Makowski, des Schriftstellers Maxim Gorki. Er gab auch zwei Karikaturalben heraus.
Er heiratete eine in St. Petersburg lebende Schweizerin, die in den 1900er Jahren eine Konditorei in der Bolschaja Morskaja Straße 26 betrieb. Das Ehepaar hatte einen Sohn.
Robert trat am Michailowskij-Theater mehr als 30 Jahre lang auf, Anfang 1917 erhielt er eine Altersrente.
Nach der Oktoberrevolution verlor er seine Rente. Robert verließ das Theater nicht, am 3. März 1918 nahm er an der letzten Aufführung des französischen Ensemble teil. Nach der Schließung des Theaters kehrte er in die Schweiz zurück. Er unterrichtete Diktion und verdiente seinen Lebensunterhalt mit dem Verkauf von Gemälden und Karikaturen. Er starb 1934 in Fribourg.

## Karikaturalben
- Nos artistes français. Caricatures et autographes des artistes du Théâtre Michel (Unsere französischen Künstler. Karikaturen und Autographen der Künstler des Michajlowski-Theaters) 1896
- Весь Петербург в карикатурах (Die ganze St. Petersburg in Karikaturen) 1903